# Falk Zipperer
Falk-Wolfgang Zipperer (* 24. Dezember 1899 in Darmstadt; † 15. Oktober 1966 in Bad Godesberg) war ein deutscher Jurist und Bibliothekar.

## Leben
Falk Zipperer besuchte das Wilhelmsgymnasium München. Nach seiner Teilnahme am Ersten Weltkrieg, zuletzt im Rang eines Leutnants, begann er an der Ludwig-Maximilians-Universität Rechtswissenschaft zu studieren, unter anderem bei Konrad Beyerle. Er war 1919/20 im Corps Suevia München aktiv, schied dort aus und wurde 1921 im Corps Vandalia Graz recipiert. 1928 beendete er das Studium. 1933 wurde er in den Persönlichen Stab des Reichsführers-SS berufen. 1935 trat er in die Nationalsozialistische Deutsche Arbeiterpartei ein. Durch seinen Jugendfreund Heinrich Himmler wurde er Karl August Eckhardt als Schüler zugewiesen. Mit einer Doktorarbeit bei Eugen Wohlhaupter über das Haberfeldtreiben wurde er 1937 an der Christian-Albrechts-Universität zu Kiel zum Dr. iur. promoviert. Im selben Jahr wurde er Eckhardts Assistent und Hauptmitarbeiter beim Neuaufbau des Deutschrechtlichen Instituts des Reichsführers-SS an der Rheinischen Friedrich-Wilhelms-Universität Bonn. 1941 bei Eckhard habilitiert, wurde er im darauffolgenden Jahr zum Dozenten ernannt. Nach dem Bergtod des Rechtshistorikers Karl-Hans Ganahl im Jahre 1942 erging auf Himmlers Wunsch im Juni 1944 die Berufung von Zipperer an der Universität Innsbruck auf eine Professur für deutsche Rechtsgeschichte, obwohl die Fakultät Otto Stolz bevorzugte. Zipperer, der als SS-Hauptsturmführer Kriegsdienst leistete, trat jedoch seine Professur nicht an. Gegen Kriegsende geriet Zipperer in Kriegsgefangenschaft. Als „Reichsdeutscher“ wurde er aus dem österreichischen Universitätsdienst entlassen. Er arbeitete dann im höheren Dienst der Bundesbibliothek (Reichstagsbibliothek) für die wissenschaftliche Katalogisierung.

## Veröffentlichungen
- Der Grenzbaum. Bonn 1939.
- Besprechung von Johannes Hallers Der Eintritt der Germanen in die Geschichte. In: Zeitschrift der Savigny-Stiftung für Rechtsgeschichte. 1940.
- Beitrag in der Festgabe für Heinrich Himmler, neben u. a. Werner Best, Reinhard Höhn, Hrsg. Wilhelm Stuckart, L. C. Wittich Verlag, Darmstadt 1941.